# Внуковские авиалинии

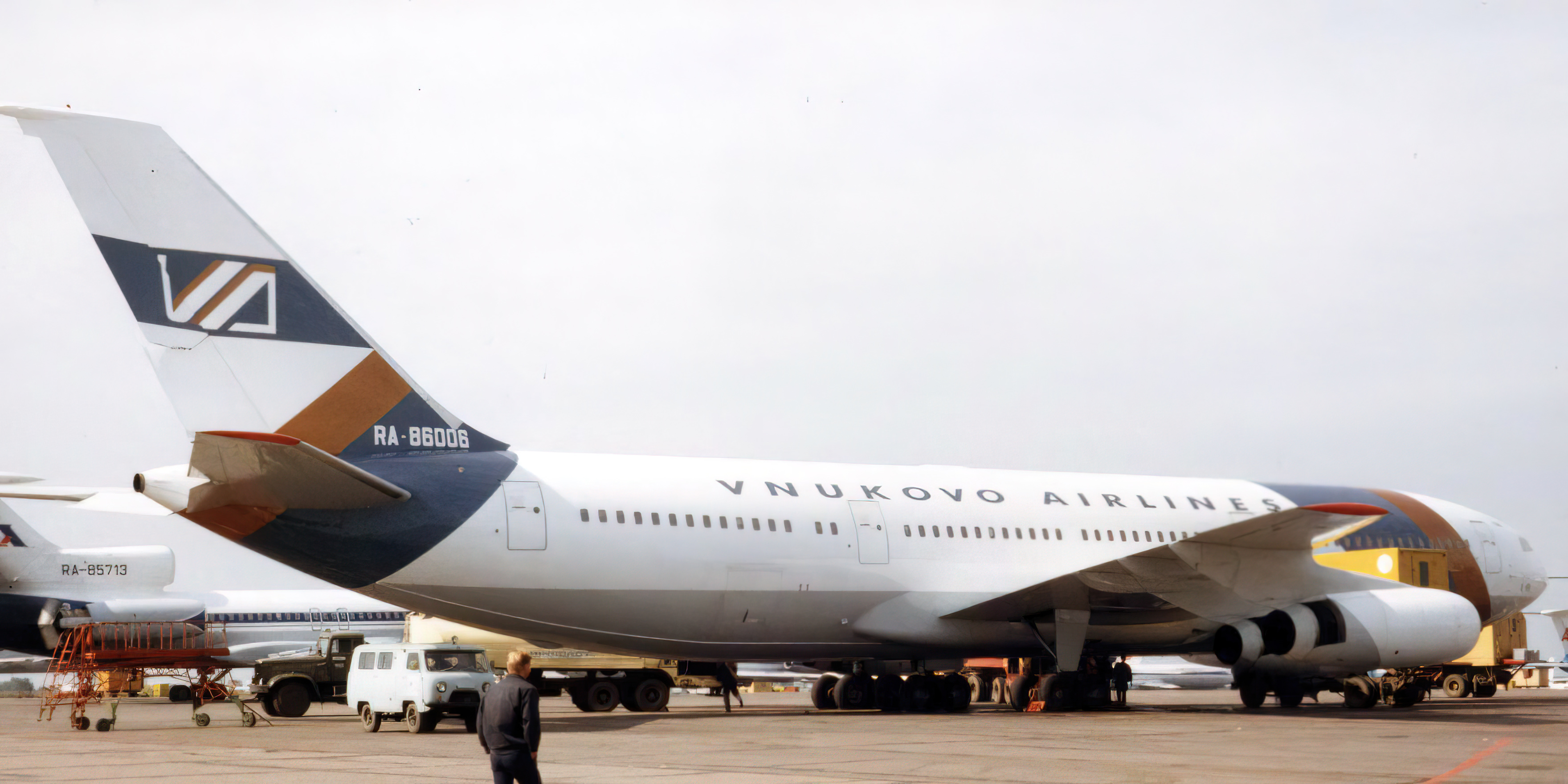
Ил-86 RA-86006 Внуковских авиалиний в одноимённом аэропорте (1994 год)

Внуковские авиалинии — российская авиакомпания, существовавшая в 1994—2001 годах.

## История
Авиакомпания была создана в 1994 году на базе «Внуковского производственного объединения», одного из авиаотрядов советского «Аэрофлота». Унаследовав крупный парк широкофюзеляжных самолётов Ил-86 в количестве 18 штук, «Внуковские авиалинии» стали одним из крупнейших чартерных перевозчиков в России 1990-х годов, имели около 100 лицензий на выполнение внутренних и международных рейсов.
Основным акционером компании был «Российский авиаконсорциум». В 1997 году «Внуковские авиалинии» безуспешно пытались получить контроль над авиакомпанией «Сибирь».
После финансового кризиса 1998 года в 1999 году уже руководство авиакомпании «Сибирь» предложило собственникам «Внуковских авиалиний» сделку по поглощению авиаперевозчика. Предложение было отвергнуто и в мае 2001 года «Внуковские авиалинии» обанкротились. Контроль над компанией получила «Сибирь».

## Флот
Перед банкротством и поглощением «Сибирью» в 2001 году авиакомпания имела в собственности и аренде около 40 самолётов, в том числе:
- Ил-86 — 18 шт.[3]
- Ту-204 — 2 шт.
- Ту-154 — 16 шт.[4]

Часть флота была порезана на металлолом, часть флота включила в свой парк авиакомпания «Сибирь».

## Происшествия
- 25 декабря 1993 года Ту-154 «Внуковских авиалиний», выполнявший рейс Москва — Грозный, в сложных метеоусловиях совершил грубую посадку, в результате которой подломилась носовая стойка шасси и самолёт получил серьёзные повреждения. Никто из 172 человек на борту не пострадал. Лайнер был брошен в аэропорту и позже уничтожен при налёте ВВС России в ходе первой чеченской войны[5][6].
- Катастрофа Ту-154 на Шпицбергене. 29 августа 1996 года самолёт «Внуковских авиалиний», выполнявший чартерный рейс VKO-2801 Москва (Внуково) — Шпицберген, разбился при заходе на посадку в аэропорту Лонгйира. Погибли все пассажиры и члены экипажа — 141 человек. Причиной катастрофы стали ошибочные действия экипажа, вызванные сложными метеоусловиями и малым знакомством с данным аэропортом.
- В конце января 1999 года был убит председатель профсоюзного комитета работников наземных служб авиакомпании «Внуковские авиалинии» Геннадий Борисов. За две недели до убийства он организовал пикетирование здания администрации авиакомпании, которая задолжала трудовому коллективу около 30 млн долларов, а также написал несколько заявлений на работодателей в Генпрокуратуру.[7][8]
- Угон Ту-154 в Саудовскую Аравию 15 марта 2001 года. Самолёт «Внуковских авиалиний»[9], выполнявший рейс 2806 Стамбул — Москва, был захвачен тремя чеченскими террористами, потребовавшими лететь в Саудовскую Аравию. Лайнер приземлился в Медине, где после угрозы взрыва самолёта саудовский спецназ осуществил штурм лайнера, в ходе которого были застрелены один из террористов, пассажир лайнера и стюардесса Юлия Фомина, чьё имя было позже присвоено самолёту.